# اجاق سفری

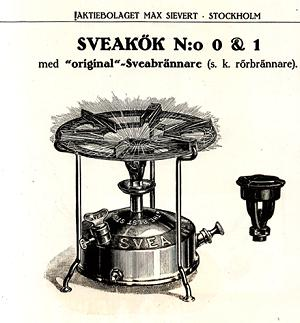
اجاق سفری

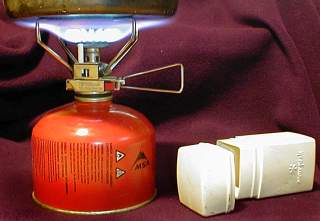
اجاق سفری

اُجاقِ سفری یا پیک‌نیکی نوعی اجاق است که سبک و قابل حمل ساخته شده تا در سفر و پیک‌نیک به کار رود. اجاق سفری به صورت‌های گوناگون و برای انواع سوخت ساخته می‌شود. از مشهورترین انواع آن پریموس و اجاق گاز پیک‌نیک است.